# Absorción (lingüística)
La absorción es el fenómeno por el cual una vocal desaparece al incorporarse a un sonido consonántico vecino, concretamente, por la acción de una sonante vecina.
Estaría relacionado con el fenómeno gramatical de la amalgama.